# Yūichi Shinpo
Yūichi Shinpo (jap. 真保 裕一, Shinpo Yūichi; * 24. Mai 1961) ist ein japanischer Schriftsteller.
Shinpo arbeitete als Leiter eines Anime-Studios, bevor er sich der Literatur zuwandte. Für seinen Debütroman Rensa erhielt er 1991 den Edogawa-Rampo-Preis. Im  Jahr 1995 erschien der Roman Howaitoauto, 2007 der Roman Saiai.

## Quelle
- J.lit - Books from Japan - Yuichi Shimpo

| Personendaten    | Personendaten              |
| ---------------- | -------------------------- |
| NAME             | Shinpo, Yūichi             |
| ALTERNATIVNAMEN  | 真保 裕一 (japanisch)      |
| KURZBESCHREIBUNG | japanischer Schriftsteller |
| GEBURTSDATUM     | 24. Mai 1961               |